# Gabrielle Piquet
Gabrielle Piquet est une auteure de bande dessinée née en 1979 à Paris.

## Biographie
Gabrielle Piquet étudie d'abord les sciences politiques puis elle intègre l'École européenne supérieure de l'image à Angoulême où elle passe trois ans avant d'obtenir son diplôme en 2006. 
Pour lancer sa carrière, elle adapte en bande dessinée trois nouvelles issues de Tout à l'ego de Tonino Benacquista. L'ouvrage, intitulé Trois fois un, paraît en 2007 chez  Futuropolis. Elle entre ensuite en résidence à la Maison des auteurs d'Angoulême pour créer son ouvrage suivant, Les Enfants de l'envie, qui paraît en 2010 chez Casterman et lui rapporte en 2010 le prix international de la ville de Genève.
Avec le même éditeur, l'artiste livre en 2012 Arnold et Rose. Elle créé ensuite Les Idées fixes, pour Futuropolis. Puis elle lance La Nuit du Misothrope, qui paraît chez Atrabile en 2017. Il s'agit d'un polar portant sur de mystérieuses disparitions ; l'album a réclamé quatre années de travail. L'ouvrage reçoit le prix littéraire des lycéens et apprentis de la Région Paca.
Au début de l'année 2020, l'auteure publie La Mécanique du Sage, toujours chez Atrabile, où elle s'inspire de l'histoire réelle d'un Écossais, nommé Charles Hamilton (en), et de son « ermite ornemental » pour offrir une satire de la vie et de son injonction au bonheur. Retenu dans la sélection du Prix Artémisia 2021 de la bd féminine et pour le Festival d'Angoulême, l'album figure dans la sélection est récompensé par le Fauve de l'audace au Festival d'Angoulême 2021.
En 2023, Gabrielle Piquet publie l'album De l'air, une fable sur le rapport à l'autre, à propos de deux artistes dont le quotidien est perturbé par la rencontre d'un homme sans qualité mais doté du pouvoir de lévitation, inspiré du saint Joseph de Cupertino. L'album fait partie des sélections de bandes dessinées de l'automne par L'Obs et par BFM TV,.
En termes d'influences, Piquet déclare apprécier le dessin de presse et les auteurs comme Saul Steinberg, George Grosz et Jean-Jacques Sempé à ses débuts.

## Ouvrages
- Trois fois un (scénario et dessin), adapté du recueil Tout à l'ego de Tonino Benacquista, Futuropolis, septembre 2007  (ISBN 978-2-7548-0153-9) (BNF 41124984)
- Les Enfants de l'envie (scénario et dessin), Casterman, coll. Écritures, février 2010  (ISBN 978-2-203-02217-1) (BNF 42181185)
- Arnold et Rose (scénario et dessin), Casterman, coll. Écritures, juin 2012  (ISBN 978-2-203-04360-2) (BNF 43482577)
- Les Idées fixes (scénario et dessin), Futuropolis, mars 2014  (ISBN 978-2-7548-0979-5) (BNF 43779812)
- La Nuit du Misothrope (scénario et dessin), Atrabile, coll. Ichor, mars 2017  (ISBN 978-2-88923-054-9)
- La Mécanique du Sage (scénario et dessin), Atrabile, janvier 2020  (ISBN 978-2-88923-087-7)
- De l'air (scénario et dessin), Seuil, novembre 2023  (ISBN 978-2-02154-145-8)

## Prix et distinctions
- 2010 : prix international de la ville de Genève pour Les Enfants de l'envie
- 2021 : 
  - Prix de l'audace au festival d'Angoulême 2021 pour La Mécanique du sage[12]
  - Sélection au Prix Artémisia[13]  pour La Mécanique du sage